# Atomtudósok Rendkívüli Bizottsága
Az Atomtudósok Rendkívüli Bizottsága, angolul Emergency Committee of Atomic Scientists egy nemzetközi tudóscsoport, amelyet Albert Einstein és Szilárd Leó létesített 1946-ban azzal a céllal, hogy rávonják a lakosság figyelmét az atomfegyverek kifejlesztésével járó veszélyekre, sürgessék az atomenergia békés célokra való használatát, és végső célként világbékét
Ezt a bizottságot a Szilárd kérelem, angolul Szilárd petition nyomában állítottak fel, amelyet Szilárd Leó Harry S. Truman amerikai köztársasági elnöknek küldött a 155 Manhattan terven dolgozó tudósok aláírásával, és ami az atomfegyverek használata ellen tiltakozott erkölcsi alapon. A tudósok nagy részének, akik a terven dolgoztak nem volt tudomása arról, hogy pontosan mit is fejlesztettek.
A bizottság tagjai:
- Albert Einstein Elnök
- Harold C. Urey Al-elnök
- Hans Bethe
- T.R. Hogness
- Philip Morse
- Linus Pauling
- Szilárd Leó
- Victor Weisskopf

A bizottsági tagok felének volt közvetlen részvétele a tervben, de mind részt vett közvetlenül, vagy csak tanácsadóként, az első Trinity atombomba, meggyártásában.
A bizottság több tagja is tartott előadásokat országszerte a békére irányuló céljuk terjesztésére, filmet is készítettek hogy az atombomba hatását szemléltethessék. A bizottság ellene volt a hidrogénbomba kifejlesztésének is.
A csoport, mint bizottság 1950-ig működött, de egyes tagjai tovább is, és részt vettek a Pugwash konferencia megszervezésében.

## Fordítás
Ez a szócikk részben vagy egészben  az   Emergency Committee of Atomic Scientists című angol Wikipédia-szócikk fordításán alapul.  Az eredeti cikk szerkesztőit annak laptörténete sorolja fel. Ez a jelzés csupán a megfogalmazás eredetét és a szerzői jogokat jelzi, nem szolgál a cikkben szereplő információk forrásmegjelöléseként.

## Külső hivatkozások (angolul)
- Part of an interview with Linus Pauling recalling the early days of ECAS.
- Albert Einstein's 1946 telegram appeal for funds
- 1947 Letter by Albert Einstein soliciting funds for the benefit of ECAS.